# Чолпан Ільхан
Чолпан Ільхан (8 серпня 1936, Ізмір, Туреччина — 25 липня 2014, Стамбул, Туреччина) — турецька акторка театру й кіно. 1998 року її відзначено званням «Державний артист Туреччини». За свою кар'єру зіграла більш ніж у 300 фільмах, телесеріалі «Спалений кокон» і театральних постановках.

## Життєпис
Народилася 8 серпня 1936 року в Ізмірі, в дитинстві разом з батьками переїхала до Стамбула, де вступила до школи для дівчаток, яку незабаром і закінчила. Цьому місту майбутня актриса присвятила все своє довге і плідне життя. Вивчала театральне мистецтво в Стамбульській школі драми, а також малювання в Стамбульській державній академії образотворчих мистецтв.
1957 року знялася в своєму першому фільмі «Kamelyalı Kadın», знятому за мотивами найвідомішого роману Дюма-сина «Дама з камеліями». Того ж року вона вперше зіграла в п'єсі «Sevgili Gölge» в театрі «Küçük Sahne». Потім протягом трьох років грала в п'єсі «Tersine Dönen Şemsiye» в театрі Ода. У середині 1960-х років повернулася в кінематограф. Знімалася в кіно до кінця 1970-х років, зіграла більш ніж у 300 фільмах.
2005 року, після довгої перерви, повернулася в кінематограф і зіграла одну з головних ролей у телесеріалі «Спалений кокон», який став останнім телесеріалом у її кар'єрі.
Померла 25 липня 2014 року в Стамбулі в своєму будинку. Похована на кладовищі Зінджірлікую.

### Особисте життя
Брат — турецький поет і письменник Аттіла Ільхан. 1959 року Чолпан Ільхан одружилася з актором Садрі Алишиком. Шлюб тривав аж до смерті останнього 1995 року.

## Фільмографія
- Дама з камеліями[en] (1957)
- Ak Altın (1957)
- Yaşamak Hakkımdır (1958)
- Bir Şoförün Gizli Defteri (1958)
- Asi Evlat (1958)
- Zümrüt (1959)
- Yalnızlar Rıhtımı (1959)
- Şeytan Mayası (1959)
- Kalpaklılar (1959)
- Hayatım Sana Feda (1959)
- Sepetçioğlu (1961)
- Avare Mustafa (1961)
- Cumbadan Rumbaya (1961)
- Aşkın Saati Gelince (1961)
- In der Hölle ist noch Platz (1961)
- Allah Cezanı Versin Osman Bey (1961)
- Ver Elini İstanbul (1962)
- Sonbahar Yaprakları (1962)
- İkimize Bir Dünya (1962)
- Zorla Evlendik (1963)
- Temem Bilakis (1963)
- Korkusuz Kabadayı (1963)
- Kamil Abi (1963)
- Bütün Suçumuz Sevmek (1963)
- Barut Fıçısı (1963)
- Turist Ömer (1964)
- Şu Kızların Elinden (1964)
- Ahtapotun Kolları (1964)
- Zennube (1965)
- Yankesicinin Aşkı (1965)
- Tamirci Parçası (1965)
- Komşunun Tavuğu (1965)
- Kocamın Nişanlısı (1965)
- Bir Garip Adam (1965)
- Berduş Milyoner (1965)
- Şakayla Karışık (1965)
- Ekmekçi Kadın (1965)
- Seven Kadın Unutmaz (1965)
- Turist Ömer Dümenciler Kralı (1965)
- Turist Ömer Almanya'da (1966)
- Siyah Gül (1966)
- Namus Kanla Yazılır (1966)
- Kıskanç Kadın (1966)
- Kenar Mahalle (1966)
- İdam Mahkumu (1966)
- El Kızı (1966)
- Boyacı (1966)
- Allahaısmarladık (1966)
- Kolejli Kızın Aşkı (1966)
- Sokak Kızı (1966)
- Zehirli Hayat (1967)
- Yıkılan Gurur (1967)
- Sinekli Bakkal (1967)
- Marko Paşa (1967)
- Akşamcı (1967)
- Ağlayan Kadın (1967)
- Ağır Suç (1967)
- Kaderin Cilvesi (1967)
- Hicran Gecesi (1968)
- Cemile (1968)
- Sonbahar Rüzgarları (1969)
- Kaldırım Çiçeği (1969)
- İnleyen Nağmeler (1969)
- İki yetime (1969)
- Galatalı Fatma (1969)
- Talihsiz Yavru Fatoş (1970)
- Aşk-ı Memnu (1974)
- Seni Kalbime Gömdüm (1982)
- İlk Aşk (1997) * Ağaçlar Ayakta Ölür (2000)
- Tatlı Hayat (2001)
- Танцівниця живота[en] (2001)
- Зелене світло (2002)
- Спалений кокон[tr] (2005—2006)